# Rafael García Mahíques
Rafael García Mahíques (Lugar Nuevo de San Jerónimo, 1954) es catedrático de Historia del Arte de la Universidad de Valencia. Fue el presidente de la Sociedad Española de Emblemática desde 2005 hasta el 2019, siendo nombrado presidente de honor en 2019. Es fundador y director de la revista científica Imago: Revista de Emblemática y Cultura Visual, editada por la Universidad de Valencia, así como miembro del comité de redacción de la revista Acta Artis: Estudis d’Art Modern de la Universidad de Barcelona y miembro del comité científico de la revista Eikón Imago de la Universidad Complutense de Madrid.
Sus principales líneas de investigación son:
- Iconografía e Iconología
- Emblemática
- Cultura visual
- Patrimonio artístico

## Principales publicaciones
- Empresas Sacras de Núñez de Cepeda, Madrid, Tuero, 1988.
- La Adoración de los Magos: imagen de la Epifanía en el arte de la Antigüedad, Vitoria, Ephialte, 1992.
- Empresas Morales de Juan de Borja. Imagen y palabra para una iconología, Ayuntamiento de Valencia, 1998.
- Imagen y Cultura: la interpretación de las imágenes como Historia cultural, Biblioteca Valenciana, 2007 (editor).
- “La cúpula de la Basílica de la Virgen de los Desamparados de Valencia (I): el ámbito de la Gloria”, Archivo Español de Arte, nº 317, 2007.
- “La cúpula de la Basílica de la Virgen de los Desamparados de Valencia (y II): el ámbito alegórico”, Archivo Español de Arte, nº 318, 2007.
- Iconografía e Iconología. Vol. 1. La Historia del arte como Historia cultural, Madrid, Ed. Encuentro, 2008.
- Iconografía e Iconología. Vol. 2. Cuestiones de método, Madrid, Ed. Encuentro, 2009.